# スーザン・ウォン
スーザン・ウォン（Susan Wong, 1979年10月８日 - ）は、香港出身の歌手、女優、ファッションモデル。スーザン・ウォンは英語での本名であり、中国での通名は黄翠珊。一時ジャネール・ウォン（Janelle Wong, 中国では黄浩詩）の芸名で活動していた。

## 経歴
スーザンは香港に生まれ、香港を拠点に活動しているが、6歳の頃、家族と共にオーストラリアのシドニーへ移住し、シドニー大学を卒業後に単身で香港に戻った。香港の英語にもオーストラリア英語にもそれぞれ固有のアクセントがあるが、大学ではイギリス英語（いわゆるクイーンズ・イングリッシュ）が奨励（強制?）されているためか、スーザンも流暢なイギリス英語を話し、それが歌の印象にも反映されている。
スーザンがシドニーに移住した頃は、香港人たちはそれほど多くなかったそうで、耳にする音楽もポップスがほとんどだったという。彼女はピアノを本格的に習っていた時期もあるが、学校ではコーラスに参加したりミュージカルに出演したりと、歌うことに対しても並々ならぬ情熱を発揮していた。そして、カラオケの登場をきっかけにますます歌にのめり込み、シドニーで最初に行なわれたカラオケのコンクールで優勝を果たした。これが本格的に歌手としての道を歩むきっかけのひとつになったという。
香港に戻ったスーザンは、日本の大手レコード会社ポニーキャニオンから、広東語で広東ポップスを歌ったアルバムを1997年に発表した。全曲が香港の作曲家による書き下ろしというこのアルバムは、かなりの評判を呼んだという。しかしその1年半ほど後、所属レーベルは親会社のリストラ策の一環で閉鎖されてしまい、スーザンは日本から撤退する。
業界に幻滅を感じた彼女は、大学で専攻した会計学を復習して公認会計士の資格を取得し、会計士として仕事を始めた。しかし、スーザンは歌手としてアルバムを作った時の経験が忘れられず、また歌いたいという欲求と情熱を押えることができず、歌手としてふたたび活動を開始する決心を固めた。
2004年、「スーザン・ウォン」の名前で再び日本へ進出する。間もなく英語アルバム「クロース・トゥ・ユー」と「アイ・ウィッシュ・ユー・ラブ」をリリース、高い評価を獲得する。しかし翌2005年に休養を宣言し、2015年に日本で（現時点での）最後のアルバムを発表した「ウーマン・イン・ラヴ」。

## 日本でのディスコグラフィ

### ポニーキャニオン

#### 広東語のスタジオ・アルバム
| 枚  | 発売日       | 商品番号   | 定価           | 発売元           | タイトル           | オリコン 最高位 | RIAJ認定 |
| --- | ------------ | ---------- | -------------- | ---------------- | ------------------ | --------------- | -------- |
| 1st | 1997年9月3日 | PCCY-01149 | ¥2,548（税込） | ポニーキャニオン | ジャネール・ウォン |                 |          |

ジャネール・ウォン
1997年9月3日、ジャネール・ウォン名義でリリース。広東語。
日本盤 キャニオン・インターナショナル PCCY-01149 2548円
1. ラヴ・レボリューション
2. 優しく吹かれて
3. どうしても
4. もう一度
5. トライアングル
6. クロース・トゥ・ユー
7. シー・メイクス・ミー・ジェラス
8. こころのままに
9. 私が必要なら

### キングレコード

#### 英語のスタジオ・アルバム
| 枚  | 発売日         | 商品番号 | 定価            | 発売元         | タイトル                           | オリコン 最高位 | RIAJ認定 |
| --- | -------------- | -------- | --------------- | -------------- | ---------------------------------- | --------------- | -------- |
| 1st | 2004年4月21日  | KICJ-471 | ¥ 2,500（税込） | キングレコード | クロース・トゥ・ユー               |                 |          |
| 2nd | 2004年12月22日 | KICJ-482 | ¥ 2,500（税込） | キングレコード | アイ・ウィッシュ・ユー・ラブ       |                 |          |
| 3rd | 2008年10月22日 | KICJ-540 | ¥ 2,880（税込） | キングレコード | サムワン・ライク・ユー             |                 |          |
| 4th | 2011年11月23日 | KKP-1013 | ¥ 2,200（税込） | キングレコード | ステップ・イントゥ・マイ・ドリーム |                 |          |
| 5th | 2011年11月23日 | KKP-1014 | ¥ 2,200（税込） | キングレコード | 511 (スーザン・ウォンのアルバム)   |                 |          |
| 6th | 2013年2月9日   | KKP-1026 | ¥ 2,037（税込） | キングレコード | マイ・ライヴ・ストーリーズ         |                 |          |
| 7th | 2015年1月17日  | KKP-1038 | ¥ 2,484（税込） | キングレコード | ウーマン・イン・ラヴ               |                 |          |

クロース・トゥ・ユー
2004年4月21日リリース。英語。
1. やさしく歌って
2. アイム・イージー
3. フライ・ミー・トゥー・ザ・ムーン
4. クロース・トゥ・ユー
5. ラブ・ウィル・キープ・アス・アライブ
6. 恋はつかのま
7. ドゥ・ユー・ワナ・ダンス
8. マスカレード
9. 愛の証
10. デスペラード
11. 思い出にさようなら

アイ・ウィッシュ・ユー・ラブ
2004年12月22日リリース。英語。
1. 雨の日と月曜日は
2. ハウ・ワンダフル・ユー・アー
3. 追憶
4. マイ・シェリー・アモール
5. アイ・ビリーヴ
6. プロミシーズ・ドント・カム・イージー
7. オン・ザ・ストリート・ホエア・ユー・リブ
8. アイ・ウィッシュ・ユー・ラブ
9. アズ・ティアーズ・ゴー・バイ
10. 君の瞳に恋してる
11. ユー・ニーデッド・ミー
12. ムーン・リバー
13. エイント・ノー・サンシャイン

スーザン・ウォン / サムワン・ライク・ユー
- レーベル：EVOSOUND / KING INTERNATIONAL
- 品番：KICJ-540
- 仕様：国内正規盤CD
- 価格：¥ 2,880（税込）
- 発売日：2008年10月22日

1. ユーヴ・ゴット・ア・フレンド
2. トゥルー・ラブ・ウェイズ
3. オーバー・ザ・レインボー
4. ホワット・ア・ディファレンス・ア・デイ・メイド
5. ホエン・ユー・セイ・ナッシング・アット・オール
6. 心の裏側
7. カム・ソフトリー・トゥ・ミー
8. 二人の架け橋
9. ジス・ガールズ・イン・ラブ・ウィズ・ユー
10. 愛はきらめきの中に
11. サムワン・ライク・ユー
12. ユー・センド・ミー
13. グッドナイト

スーザン・ウォン / 511
- レーベル：EVOSOUND / KING INTERNATIONAL
- 品番：KKP 1014
- 仕様：輸入盤CD 日本語帯付き
- 価格：2,200円（税込）
- 発売日：2011年11月23日

1. セプテンバー　September
2. アイム・ノット・イン・ラブ　I'm Not In Love
3. ユー・アー・ソー・ビューティフル You Are So Beautiful
4. ホーム　Home
5. アンブレラ　Umbrella
6. 今夜はブギーナイト　Blame It On The Boogie
7. エヴリタイム・ユー・ゴー・アウェイ　Everytime You Go Away
8. ビリー・ジーン　Billie Jean
9. エンプティ・ルーム　Empty Room
10. 風のささやき　Windmills Of My Mind
11. イット・エイント・オーヴァー・ティル・イッツ・オーヴァー　It Ain't Over 'Til It's Over
12. すべてをあなたに　Saving All My Love For You
13. ザ・ウィナー　The Winner Takes It All

- 録音：2009 年2 月（スイス）
- 2009年に発表された通算5枚目となる、オリジナル・フルアルバム。録音が行われたスイス・ジュネーブにあるスタジオRoom 511 を、そのままアルバム・タイトルに採用。

ステップ・イントゥ・マイ・ドリーム
- レーベル：EVOSOUND / KING INTERNATIONAL
- 品番：KKP 1013
- 仕様：輸入盤CD 日本語帯付き
- 価格：2,200円（税込）
- 発売日：2011年11月23日

1. カリフォルニア・ドリーミング　California Dreaming
2. サムシング　Something
3. ヘイロー　Halo
4. グルーヴィン　Groovin'
5. レッツ・ステイ・トゥゲザー　Let's Stay Together
6. ソー・ファー・アウェイ　So Far Away
7. サウンド・オブ・サイレンス　Sound Of Silence
8. 雨を見たかい　Have You Ever Seen The Rain
9. ハッピー・トゥゲザー　Happy Together
10. ビッグ・イエロー・タクシー　Big Yellow Taxi
11. あの娘のレター　The Letter
12. 抱きしめたい　I Wanna Hold Your Hand
13. フォー・ワンス・イン・マイ・ライフ　For Once In My Life
14. 愛はどこへ行ったの　Where Did Our Love Go

- 録音：2010年3月16-19日、4月10-13日、5月16日（スイス、アルテファックス・スタジオ他）